# Муньос, Ампаро
Ампа́ро Муньо́с Кеса́да (исп. Amparo Muñoz Quesada; 21 июня 1954, Велес-Малага, Андалусия — 27 февраля 2011, Малага, Андалусия) — испанская актриса

 и фотомодель.
В 1973 году завоевала титул «Мисс Коста-дель-Соль» и «Мисс Испания». В 1974 году она была избрана «Мисс Вселенной», став первой и до настоящего времени единственной испанкой, удостоившейся этого титула. Однако в том же году отказалась от титула. Её корону не стали передавать другим претенденткам, первой из которых была Хелен Элизабет Морган, которая заняла второе место. 
В 1968 году она дебютировала в кино и обрела большую популярность в кинематографе Испании 70-х годов, снявшись в более чем 50 кинокартинах, в том числе в фильме «Маме исполняется сто лет». Как модель публиковалась на обложках журналов мод и участвовала в показах моды. В 1987 году имела проблемы с законом в связи с обвинениями в хранении наркотических веществ. Была трижды замужем: за музыкантом Пачи Андионом, актёром Максимо Вальверде и продюсером Элиасом Керехетой. 
Ампаро Муньос Кесада скончалась после продолжительной болезни 27 февраля 2011 года в Малаге, где и была похоронена.